# BMW B47
BMW B47 — дизельный двигатель внутреннего сгорания немецкого автоконцерна BMW, производство которого началось в 2014 году. Впервые был представлен на BMW X3.
Объём был обусловлен термодинамическими соображениями. Двигатель оснащён турбокомпрессорами с изменяемой геометрией, которые могут работать как параллельно по принципу регистрового наддува, так и последовательно с многоступенчатыми трансмиссиями.
Большое значение имеют акустические характеристики двигателя. Система впрыска топлива предназначена для обеспечения низкого уровня шума при сгорании (пригвождении), а различные источники звука заключены в капсулы. Топливные форсунки работают с электромагнитными клапанами.

## Технические характеристики
| Тип    | Объём            | Диаметр × Ход поршня | Мощность при об/мин          | Крутящий момент при об/мин | Годы производства |
| ------ | ---------------- | -------------------- | ---------------------------- | -------------------------- | ----------------- |
| B47D20 | 2.0 л (1995 см³) | 84 × 90 мм           | 85 кВт (116 л. с.) при 4000  | 270 Н*м при 1250—2750      | с 03.2015         |
| B47D20 | 2.0 л (1995 см³) | 84 × 90 мм           | 110 кВт (150 л. с.) при 4000 | 320 Н*м при 1500—3000      | с 03.2015         |
| B47D20 | 2.0 л (1995 см³) | 84 × 90 мм           | 110 кВт (150 л. с.) при 4000 | 330 Н*м при 1750—2250      | 03.2014—08.2014   |
| B47D20 | 2.0 л (1995 см³) | 84 × 90 мм           | 110 кВт (150 л. с.) при 4000 | 330 Н*м при 1750—2500      | с 10.2015         |
| B47D20 | 2.0 л (1995 см³) | 84 × 90 мм           | 110 кВт (150 л. с.) при 4000 | 330 Н*м при 1750—2750      | с 08.2014         |
| B47D20 | 2.0 л (1995 см³) | 84 × 90 мм           | 110 кВт (150 л. с.) при 4000 | 360 Н*м при 1500—2250      | с 04.2014         |
| B47D20 | 2.0 л (1995 см³) | 84 × 90 мм           | 110 кВт (150 л. с.) при 4000 | 360 Н*м при 1750—2500      | с 06.2014         |
| B47D20 | 2.0 л (1995 см³) | 84 × 90 мм           | 125 кВт (170 л. с.) при 4000 | 360 Н*м при 1500—2750      | с 07.2014         |
| B47D20 | 2.0 л (1995 см³) | 84 × 90 мм           | 140 кВт (190 л. с.) при 4000 | 400 Н*м при 1750—2500      | с 04.2014         |
| B47D20 | 2.0 л (1995 см³) | 84 × 90 мм           | 151 кВт (205 л. с.) при 4000 | 430 Н*м при 1750—3000      | с 04.2014         |
| B47D20 | 2.0 л (1995 см³) | 84 × 90 мм           | 165 кВт (224 л. с.) при 4400 | 450 Н*м при 1500—3000      | с 03.2015         |
| B47D20 | 2.0 л (1995 см³) | 84 × 90 мм           | 170 кВт (231 л. с.) при 4400 | 450 Н*м при 1500—3000      | с 10.2015         |
| B47D20 | 2.0 л (1995 см³) | 84 × 90 мм           | 170 кВт (231 л. с.) при 4400 | 500 Н*м при 1500—3000      | с 07.2015         |